# Втрати 503-го окремого батальйону морської піхоти
Перелік втрат 503-го окремого батальйону морської піхоти встановлено за наявними відкритими джерелами та не може вважатися повним.

## 2016
- 18 жовтня 2016 року загинув на спостережному посту поблизу сіл Лебединське та Водяне (Волноваський район) під час обстрілу позиції ворожою ДРГ з підствольних гранатометів матрос Захаров Дмитро Андрійович.

## 2017
- 16 лютого 2017 року поблизу села Водяне загинув молодший сержант Прончук Тарас Вікторович.
- 26 лютого 2017 року поблизу смт Талаківка під час снайперського обстрілу загинув матрос Напрягло Роман Дмитрович.
- 6 березня 2017 року у бою поблизу села Водяне загинув матрос Веремеєнко Олександр Юрійович.
- 17 березня 2017 року у бою поблизу села Водяне загинули сержант Галайчук Леонід Леонідович та матрос Кондратюк Олексій Володимирович.
- 20 березня 2017 року у бою поблизу села Водяне загинули старщий матрос Полєвий Дмитро Олександрович та матрос Чернецький В'ячеслав Йосипович.
- 13 квітня 2017 року під час несення служби поблизу села Лебединське (Волноваський район) загинув матрос Деркач Юрій Олексійович[1]
- 3 травня 2017 року під час виконання службових обов'язків загинув матрос Чуприна Андрій Іванович[2]

## 2018
- 30 січня 2018, старший матрос Скупейко Артем Вікторович, Талаківка
- 15 лютого 2018, старший матрос Гречук Олександр Васильович, Водяне
- 16 травня 2018 року поблизу Талаківки на Маріупольському напрямку загинув матрос Рудь Дмитро Сергійович.[3]
- 22 травня 2018 року поблизу Гнутового на Маріупольському напрямку загинув матрос Саєнко Едуард Миколайович.
- 27 червня 2018 під Водяним смертельного поранення зазнав Федоров Едуард Юрійович.[4]
- 14 серпня 2018 загинув у польовому таборі ЗСУ поблизу села Гнутове під час масованого артилерійського та мінометного обстрілу терористами старший матрос Балахчі Федір Федорович.
- 5 вересня 2018 року загинув від осколкового поранення, якого зазнав у вогневому зіткненні з противником поблизу села Водяне, старший матрос Авдієнко Максим Олександрович.
- 10 вересня 2018 року загинув від поранення в ході ведення бойових дій поблизу села Водяне молодший сержант Платонов Сергій Вікторович.

## 2019
- 22 квітня 2019 — Сєднєв Владислав Олександрович, старший лейтенант.[5]
- 22 червня 2019 — Кобцов Олександр Сергійович, матрос.[6]
- 9 жовтня 2019 — Кучеренко Артем Тарасович, молодший лейтенант. Помер від тяжкої хвороби у Київському військовому шпиталі.

## 2020
- 17 червня 2020 — Струк Ілля Миколайович, старший матрос. Загинув під час обстрілу.[7]
- 20 липня 2020 — Кравченко Василь Сергійович, старший матрос. Загинув поблизу с-ща Шуми (Торецька міська рада) від снайперського вогню.[8]
- 24 вересня 2020 — Оверко Костянтин Ігорович, старший матрос. Поранений 20 червня 2020 року снайпером поблизу смт Південне на Горлівському напрямку, помер у Національному інституті хірургії та трансплантології імені Шалімова.[9]
- 7 жовтня 2020 — Турленко Володимир Станіславович, старший сержант. Помер від тяжкої хвороби у Дніпровському військовому шпиталі.[10]

## 2021
- 2 лютого 2021 — Власенко Дмитро Леонідович, старший матрос. Загинув від снайперського вогню поблизу селища Шуми.[11]
- 12 вересня 2021 — Голуб Артур Володимирович, матрос, водій. Вантажівка була підбита ПТРК в районі селища Верхньоторецьке.
- 13 вересня 2021 — Рябченко Сергій Миколайович, прапорщик, старшина РМТЗ. Помер в районі села Калинове від гострої серцевої недостатності.[12]

## 2022
- 9 березня 2022 — Чорноморець Олег Васильович, майор, заступник командира батальйону. Загинув біля села Зачатівка, викликавши вогонь на себе. Герой України (посмертно).
- 11 березня 2022 — Сбитов Павло Олегович, майор, командир батальйону. Загинув під час оборони Волновахи.[13]
- 23 жовтня 2022 — Токарев Максим Павлович, молодший сержант, командир бойової машини — командир відділення морської піхоти. 26 років. Загинув на розтяжці, виводячи свій підрозділ.[14]
- 3 листопада 2022 - Тернавський Сергій Анатолійович, старший лейтенант, Інженерно-саперний взвод. Загинув в м. Горішні Плавні Полтавської область[15].

## 2023
- 9 серпня 2023 — Яріш Сергій Андрійович, молодший сержант.
- 14 жовтня 2023 - Ярошевич Сергій Миколайович. Сержант, старший стрілець-оператор. Загинув поблизу н.п. Підстепне Херсонської області[16].
- 24 жовтня 2023 — Потапенко Дмитро Михайлович, стрілець-санітар десантно-штурмового відділення. Загинув поблизу н.п. Підстепне Херсонського району Херсонської області.[17]
- 29 грудня 2023 - Гірняк Назар Олегович, 24 роки. Лейтенант, заступник командира роти з морально-психологічного забезпечення. Загинув  поблизу с. Кринки Херсонського району Херсонської області[18].

## 2024
- 9 жовтня 2024 — Нищий Сергій, матрос. Загинув на околицях Миколаївки Покровського району на Донеччині.[19]
- 6 листопада 2024 — Скарбик Олександр, стрілець-санітар. Загинув на околицях Миколаївки Покровського району Донецької області.[20][21]

## Матеріали
- Втрати 503-го окремого батальйону морської піхоти // Книга Пам'яті